# Garuva
Garuva är en kommun i Brasilien.   Den ligger i delstaten Santa Catarina, i den södra delen av landet, 1 100 km söder om huvudstaden Brasília. Antalet invånare är 14 762.
I omgivningarna runt Garuva växer i huvudsak städsegrön lövskog. Runt Garuva är det ganska tätbefolkat, med 144 invånare per kvadratkilometer.